# Kevin Bury
Kevin Adolfo Buriticá Medina (Cali, Valle del Cauca, Colombia; 29 de octubre de 1992), más conocido como Kevin Bury, es un actor, bailarín y modelo colombiano, reconocido por su personaje de Brayan Largo en la serie Francisco el matemático, Pablo Botero en la serie de Nickelodeon Latinoamérica Noobees y Cris Vega en la serie La reina del flow .

## Vida personal
El 23 de agosto de 2019, Bury comenzó a salir con la actriz mexicana Michelle Olvera, con quien trabajó en el reparto en Noobees. El 12 de junio de 2023 la pareja anuncia la llegada de su primer bebé.

## Filmografía

### Televisión
| Año       | Título                              | Personaje                              | Canal                       |
| --------- | ----------------------------------- | -------------------------------------- | --------------------------- |
| 2023      | Paraíso blanco                      | Carlos Lehder (joven)                  | Vix                         |
| 2023      | Romina poderosa                     | Douglas Leonardo "Leo" Chitiva Coscuez | Caracol Televisión          |
| 2023      | El club de los graves               | Pa-Pi-Yón                              | Disney+                     |
| 2022      | Ritmo salvaje                       | Alex                                   | Netflix                     |
| 2020      | Verdad oculta                       | Junior Zurria                          | Canal RCN                   |
| 2019      | BJ El Propio                        | Braulio Jose 'BJ El Propio'            | Teleantioquia               |
| 2018      | Noobees                             | Pablo Botero                           | Nickelodeon (Latinoamérica) |
| 2018-2021 | La reina del flow                   | Cris Vega                              | Caracol Televisión          |
| 2017-2018 | Tarde lo conocí                     | Yuri Alexander Teherán                 | Caracol Televisión          |
| 2017      | La Cacica                           | Hernando Molina 'Nandito'              | Caracol Televisión          |
| 2017      | Francisco el Matemático: Clase 2017 | Brayan Esteban Largo                   | Canal RCN                   |
| 2015      | La esquina del diablo               | Víctor Morales                         | UniMás                      |
| 2015      | Lady, la vendedora de rosas         | Gustavo Quintana                       | Canal RCN                   |
| 2014      | Tu voz estéreo                      | Javier                                 | Caracol Televisión          |
| 2013      | Tres Caínes                         | Lucas Castaño                          | Canal RCN                   |
| 2013      | Entérese                            |                                        | Canal RCN                   |

### Reality
| Año  | Título   | Personaje    | Notas              |
| ---- | -------- | ------------ | ------------------ |
| 2013 | La pista | Participante | Caracol Televisión |

### Cine
| Año  | Título           | Personaje | Notas                                            |
| ---- | ---------------- | --------- | ------------------------------------------------ |
| 2018 | El reality       |           | Dago García Producciones                         |
| 2017 | Mariposas Verdes | Daniel    | Productora LAP. SAS, Director: Gustavo Nieto Roa |

## Premios y nominaciones

### Premios TVyNovelas
Artículo principal:  Premios TvyNovelas
| Año  | Categoría              | Telenovela o serie      | Resultado |
| ---- | ---------------------- | ----------------------- | --------- |
| 2017 | Mejor actor revelación | Francisco el matemático | Ganador   |